# Bicéphalisme
Le bicéphalisme au contraire du monocéphalisme, est un mode d'organisation du pouvoir exécutif dans lequel les compétences attribuées à l'exécutif sont exercées par le chef d'État et le chef du gouvernement.

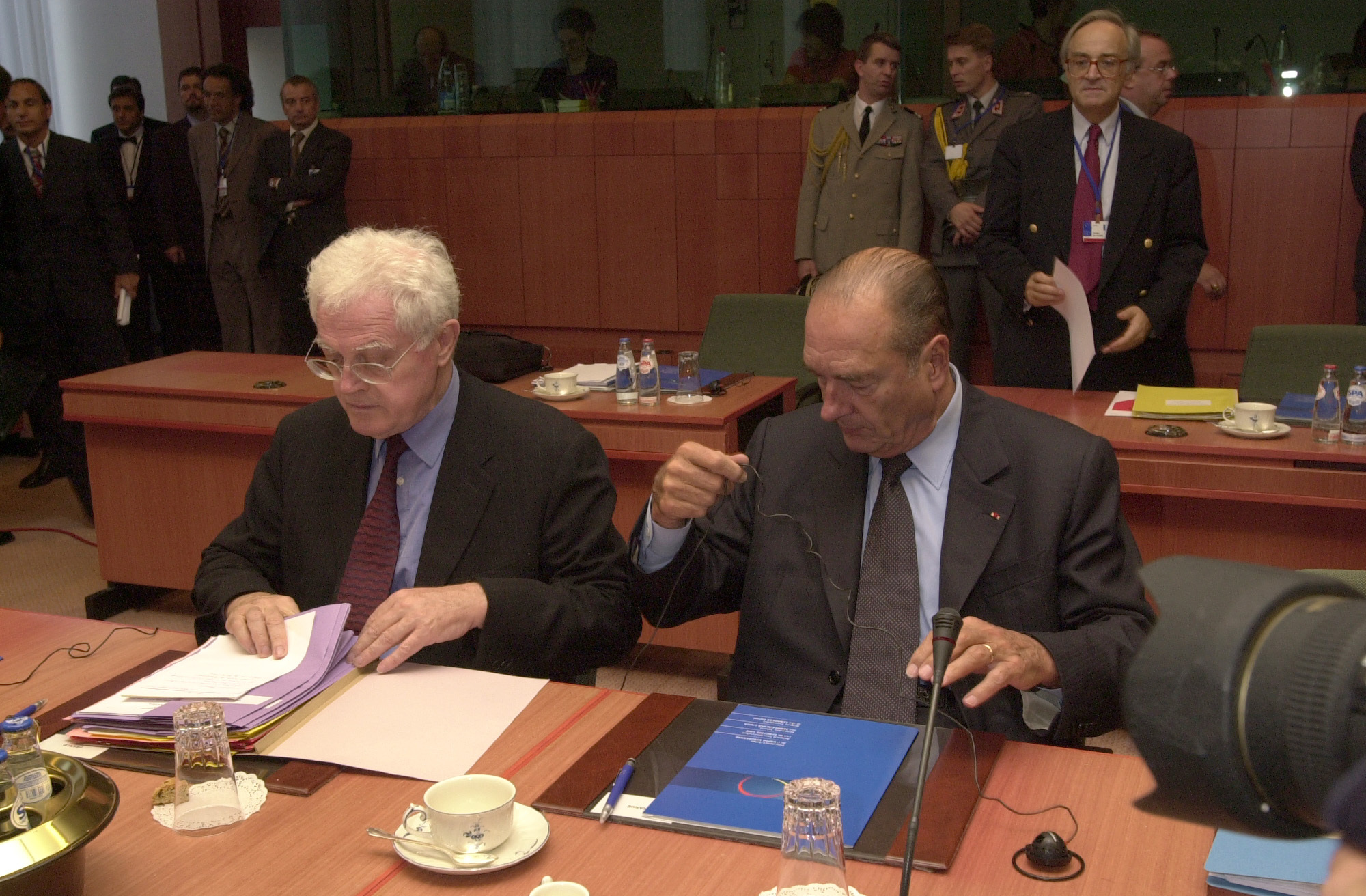
Les deux têtes de l'exécutif français en 2001 : le Président Jacques Chirac et le Premier ministre Lionel Jospin.

La répartition des responsabilités entre les deux têtes de l'exécutif dépend de la constitution de l'état en question mais peut aussi être en lien avec leur sensibilité politique, la gauche étant considérée comme plutôt parlementaire et favorisant ainsi le chef du gouvernement souvent responsable devant le parlement, et la droite comme plutôt présidentielle.
Parmi les régimes bicéphales, on trouve la France (Ve République), plusieurs pays d'Afrique francophone de leur indépendance jusqu'au XXIe siècle, la Russie depuis 1993 en théorie, etc. ; ils sont qualifiés de régimes semi-présidentiels.
Au contraire, on retrouve dans les régimes monocéphales : les régimes présidentiels où la fonction de chef de gouvernement n'existe pas (États-Unis, par exemple), certaines monarchies absolues (Arabie saoudite, par exemple), la plupart des régimes parlementaires où le chef de l'État n'a qu'un rôle symbolique et protocolaire, soit des monarchies constitutionnelles (Canada, Belgique, par exemple), soit des républiques parlementaires (Allemagne, Israël, par exemple).
Il existe aussi des régimes qui ne sont ni bicépahles, ni monocéphales, des régimes à direction collective : triumvirats, dictatures militaires collectives (Grèce de 1967 à 1974, par exemple), théocraties (Iran, par exemple), régime directorial (Suisse, par exemple).